# Delftsch Studenten Muziekgezelschap Apollo
Het Delftsch Studenten Muziekgezelschap "Apollo"(DSMG Apollo)  is een studentenorkest in Delft, in de Nederlandse provincie Zuid-Holland. Het op 14 november 1849 opgerichte orkest is een ondervereniging van het Delftsch Studenten Corps (DSC). Het gezelschap bestaat uit een symfonieorkest en diverse kamermuziekensembles. 
Apollo heeft een eigen kamer met twee vleugels, verschillende andere instrumenten en de grootste particuliere muziekbibliotheek van Nederland. Elk jaar met Kerst worden concerten gegeven, naast het Heerenconcert in december (kamermuziek), en grotere concerten met een bekende solist in mei.
Momenteel staat het orkest onder leiding van dirigent Dick Verhoef.

## Geschiedenis
Het gezelschap is ontstaan toen enkele corpsleden musici vroegen om concerten te geven. Pas na een jaar of 8 werd er een dirigent aangesteld, de heer Broers. In 1874 werd een concert gegeven in Den Haag voor 2000 mensen. Van 1880 tot 1892 was er geen dirigent en was Apollo weer een kamermuziekgezelschap. In 1893 werd het orkest weer opnieuw opgericht. Toen het orkest 50 jaar bestond had het orkest 63 leden en werd onder andere de symfonie nr. 5 van Ludwig van Beethoven uitgevoerd.
Sinds 1906 beschikt het gezelschap over een eigen muziekbibliotheek, geschonken door het eerstejaarsbestuur van het DSC. In dat jaar werden concerten gegeven met de solisten Gérard Hekking uit Parijs en Heinrich Fieder uit Berlijn. In de jaren 20 werd Apollo tot de betere amateursymfonieorkesten van Nederland gerekend, o.l.v. dirigent Leo Ruygrok. Versterking werd verleend door leden van het Residentie Orkest, het Utrechts Stedelijk Orkest en het Arnhems Stedelijk Orkest.
Ter gelegenheid van het 15e lustrum gaf het orkest een concert in het Kurhaus in Scheveningen met de symfonie nr. 8 van Beethoven. Zijn symfonie nr. 7 werd gespeeld in 1927. In die jaren speelde het orkest met mensen als Willem Andriessen, Jo Vincent en Jaap Stotijn.
Na de Tweede Wereldoorlog werd Stotijn de nieuwe dirigent. Samen met het Leidse studentenorkest Sempre Crescendo werd het Intercorporaal Koor en Orkest opgericht, dat later de basis vormde van het Nederlands Studenten Orkest. Dirigent in de jaren 60 was Van Gool. In 1988 speelde het orkest o.l.v. toenmalige dirigente Loes Visser tijdens het galaconcert van 28e lustrum van het DSC. Rolf Buijs volgde Visser op. Met hem speelde het orkest met solist Rian de Waal de Rhapsody in Blue van George Gershwin. In 1993 speelde het orkest tijdens het 29e lustrum van het DSC o.l.v. Micha Hamel, met als solisten Jaap van Zweden en Nobuko Imai. In 1995 betond Apollo 145 jaar, wat werd gevierd met een tournee onder leiding van Geert Soenen met solist Floris Mijnders. Met de Delftse Studenten Big Band, de studentenband "Phoenix Funk Foundation" en Ellen ten Damme werden in 2008 concerten gegeven ter ere van het 32e lustrum van het DSC.